# والتر سشنايتر
والتر سشنايتر (2 يوليو 1923 بسويسرا - 2 سبتمبر 1972) هو لاعب كرة قدم سويسري في مركز الهجوم، شارك في كأس العالم 1950. وشارك مع منتخب سويسرا لكرة القدم. أما مع النوادي، فقد لعب مع نادي زيورخ.

## وصلات خارجية
- والتر سشنايتر على موقع قاعدة بيانات كرة القدم.إي يو (الإنجليزية)
- والتر سشنايتر على موقع ناشيونال فوتبول تيمز (الإنجليزية)
- والتر سشنايتر على موقع عالم كرة القدم.نت (الإنجليزية)